# Rafaï
Rafaï è una subprefettura della Prefettura di Mbomou, nella Repubblica Centrafricana. 